# براون‌هیل
map_imageبراون‌هیل
براون‌هیل (به انگلیسی: Brownhill) یک منطقهٔ مسکونی در بریتانیا است که در Blackburn with Darwen واقع شده‌است. براون‌هیل ۵٬۹۴۸ نفر جمعیت دارد.